# Lidhem
Lidhem este o arie protejată (arie specială de conservare — SAC, sit de importanță comunitară — SCI) din Suedia întinsă pe o suprafață de 12,6 ha, integral pe uscat.

## Localizare
Centrul sitului Lidhem este situat la coordonatele 56°40′23″N 14°52′24″E / 56.673°N 14.8733°E.

## Înființare
Situl Lidhem a fost declarat sit de importanță comunitară în iulie 2000 pentru a proteja 1 specie de plante. Situl a fost protejat și ca arie specială de conservare în martie 2011.

## Biodiversitate
Situată în ecoregiunea boreală, aria protejată conține 2 habitate naturale: Pajiști cu Molinia pe soluri calcaroase, turboase sau argilos-nămoloase (Molinion caeruleae), Pășuni din zone de pădure fino-scandinave.
La baza desemnării sitului se află o specie protejată de  plante: Dichelyma capillaceum.